# Olympische Sommerspiele 1980/Teilnehmer (San Marino)
| Gelbes Symbol für Goldmedaillen mit stilisierten Olympischen Ringen | Graues Symbol für Silbermedaillen mit stilisierten Olympischen Ringen | Braundes Symbol für Bronzemedaillen mit stilisierten Olympischen Ringen |
| ------------------------------------------------------------------- | --------------------------------------------------------------------- | ----------------------------------------------------------------------- |
| —                                                                   | —                                                                     | —                                                                       |

San Marino nahm an den Olympischen Sommerspielen 1980 in Moskau, UdSSR, mit einer Delegation von 16 Sportlern (allesamt Männer) teil. Wegen des Boykotts trat San Marino unter der olympischen Flagge an.

## Teilnehmer nach Sportarten

### Gewichtheben
- Sergio De Luca
Leichtgewicht: 20. Platz

### Judo
- Alberto Francini
Superleichtgewicht: 19. Platz

- Franch Casadei
Mittelgewicht: 13. Platz

### Leichtathletik
- Stefano Casali
20 Kilometer Gehen: 24. Platz

### Radsport
- Maurizio Casadei
Straßenrennen: Rennen nicht beendet

- Roberto Tomassini
Straßenrennen: Rennen nicht beendet

### Schießen
- Roberto Tamagnini
Schnellfeuerpistole: 36. Platz

- Bruno Morri
Schnellfeuerpistole: 37. Platz

- Gianfranco Giardi
Freie Scheibenpistole: 30. Platz

- Eliseo Paolini
Freie Scheibenpistole: 31. Platz

- Francesco Nanni
Kleinkaliber Dreistellungskampf: 36. Platz

- Pasquale Raschi
Kleinkaliber Dreistellungskampf: 37. Platz

- Pier Paolo Taddei
Kleinkaliber liegend: 48. Platz

- Alfredo Pelliccioni
Kleinkaliber liegend: 52. Platz

- Leo Franciosi
Trap: 22. Platz

- Elio Gasperoni
Trap: 22. Platz